# جوناثان سانشيز
جوناثان سانشيز (بالإنجليزية: Jonathan Sánchez) هو لاعب كرة قاعدة أمريكي، ولد في 19 نوفمبر 1982 في ماياجويز في الولايات المتحدة.

## وصلات خارجية
- جوناثان سانشيز على موقع دوري كرة القاعدة الرئيسي (الإنجليزية)
- جوناثان سانشيز على موقعبيزبول رفرنس.كوم (الدوري الرئيسي) (الإنجليزية)
- جوناثان سانشيز على موقعبيزبول رفرنس.كوم (الدوري الثانوي) (الإنجليزية)
- جوناثان سانشيز على موقع إي إس بي إن.كوم (أم.أل.بي) (الإنجليزية)
- جوناثان سانشيز على موقع مشجعي الرسوم البيانية (الإنجليزية)